# Gosvin III. Valkenburški
Gosvin III. Valkenburški (ok. 1125 – ok. 1180) je bil vitez iz 12. stoletja iz plemiške rodbine Valkenburških-Heinsberških . Med drugim je bil gospod Valkenburški. Poleg tega je bil med svojim življenjem eden najbolj zvestih zaveznikov in vojskovodij v službi cesarja Friderika I. Barbarosse v njegovih italijanskih pohodih.

## Biografija
Gosvin III. se je rodil okoli leta 1125 kot najstarejši sin Gosvina II. Valkenburškega in Adelajde Sommerschenburške. Njegova mati je bila hči palatinskega grofa Friderika V. Saškega. Leta 1168 je nasledil očeta kot gospod dežele Valkenburg.
Leta 1154 se je Gosvin udeležil prvega pohoda cesarja Friderika Barbarosse v Italijo, kar dokazujeta dva akta, sestavljena v Tivoliju in Trentu. Junija 1158 se je Gosvin skupaj s svojim bratom Filipom I. Heinsberškim in verjetno tudi z njunim očetom Gosvinom II. udeležil drugega Barbarossovega pohoda v Italijo. Med to akcijo je mladi Gosvin očitno naredil velik vtis na cesarja, saj je, ko je prejel poklon od vitezov grofij Martesana in Seprio v Monzi, postavil Gosvina za podestata (guvernerja) teh podregij Lombardije. Milančani so zaradi teh grofij, ki so bile trdno v rokah cesarske Nemčije, zelo trpeli. Leta 1159 je milanska 20.000-glava vojska oblegala grad Erba. Gosvin je o tem poročal cesarju, ki je nato poslal 500 svojih najzvestejših vitezov. Še preden so prispele te čete v pomoč, je Gosvin s svojimi četami krenil proti Milančanom, ki so bežali zaradi strahu pred cesarsko vojsko. Leta 1161 je Gosvin zavzel in uničil grad Biandronno.
Ko se je cesar leta 1164 vrnil v Nemčijo, je nekega Ruinisa imenoval za guvernerja Martesane. Vendar je Gosvin ostal guverner Seprija. Tam je predstavljal nemško oblast, ki jo je langobardsko prebivalstvo na splošno sovražilo. Konec leta 1165 je Gosvin osebno poročal cesarju o razmerah v Italiji. 22. februarja 1166 je bil Gosvin omenjen v listini, ki jo je izdal nadškof Reinald Dasselski v Neussu. Leto kasneje je Gosvinovega brata Filipa I. Heinsberškega cesar imenoval za kölnskega nadškofa in italijanskega kanclerja.
Leta 1168 je njegov oče Gosvin II. umrl in Gosvin III. je postal gospod Valkenburški in odvetnik proštije Meerssena (v lasti opatije sv. Remigija v Reimsu). Ni jasno, ali je svojega očeta tudi nasledil kot gospod Heinsberški. Približno v tem času je njegov stric Sigfrid Heinsberški omenjen kot gospod Heinsberški, verjetno sin Gerharda I. ali Gerharda II. Heinsberškega.
Ko je cesar Friderik Barbarossa jeseni 1174 začel svoj peti in zadnji italijanski pohod, je Gosvin ponovno sodeloval. Tokrat pa se je bitka za cesarja razpletla neugodno in v bitki pri Legnanu 29. maja 1176 je izgubil Lombardijo, Gosvina pa so ujeli Milančani. Po beneškem miru 25. julija 1177 je bil Gosvin izpuščen in se je lahko vrnil v Valkenburg. 11. aprila 1179 je bil Gosvin III. zadnjič omenjen v cesarski listini, sestavljeni v Selzu. Verjetno je umrl kmalu zatem, saj je iz listine, ki jo je verjetno mogoče datirati v leto 1180, razvidno, da ga je nasledil njegov sin Gosvin IV.

## Poroka in otroci
Gosvin III. je bil poročen z neznano žensko in je imel tri otroke, vključno z:
- Gosvin IV., kasnejši gospod Valkenburški.
- Oton, prošt Svetega Lamberta v Liègu in arhidiakon Kempenlanda